# 무인 항공기

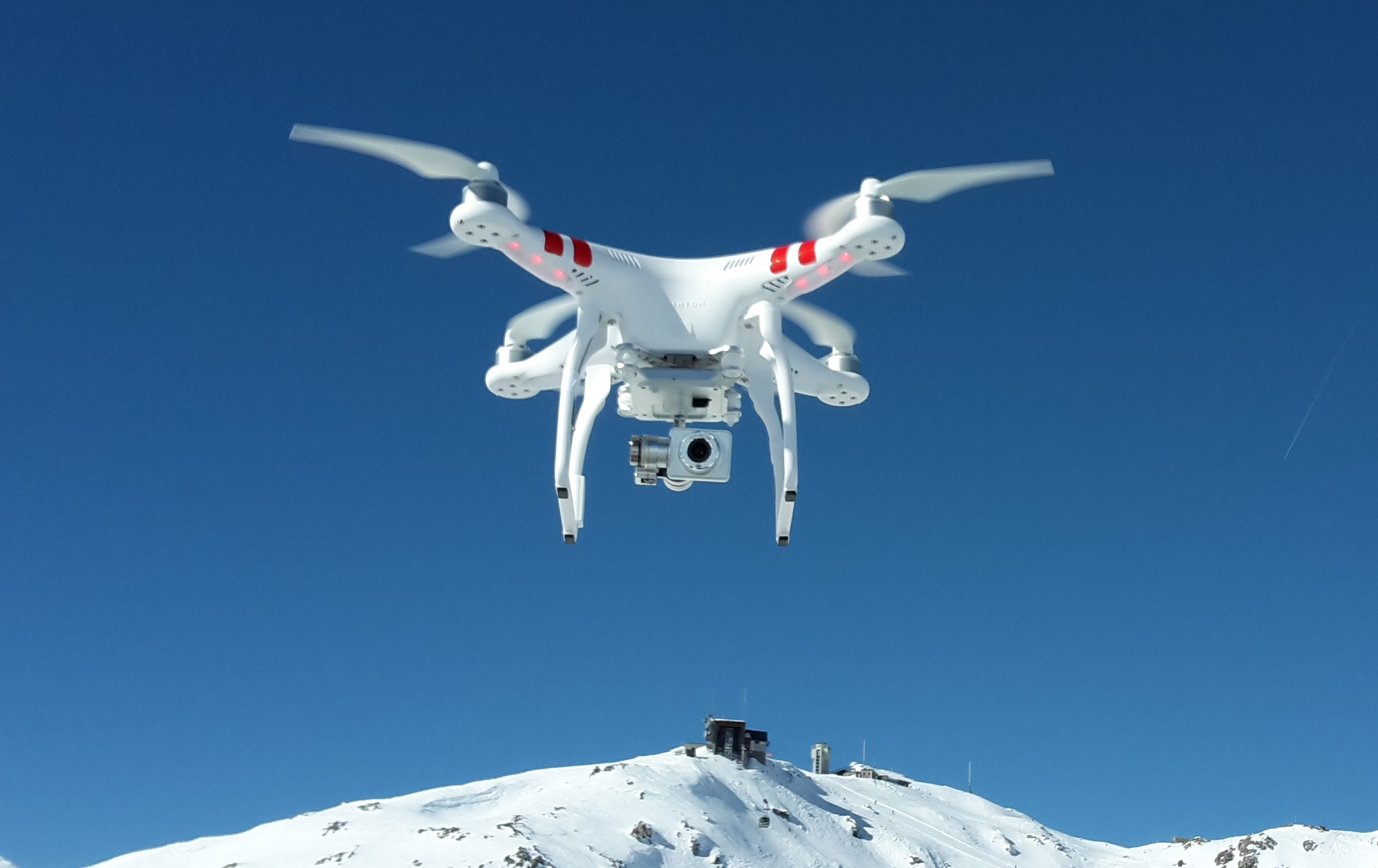
가장 대중적인 일반용 드론 (쿼드콥터)

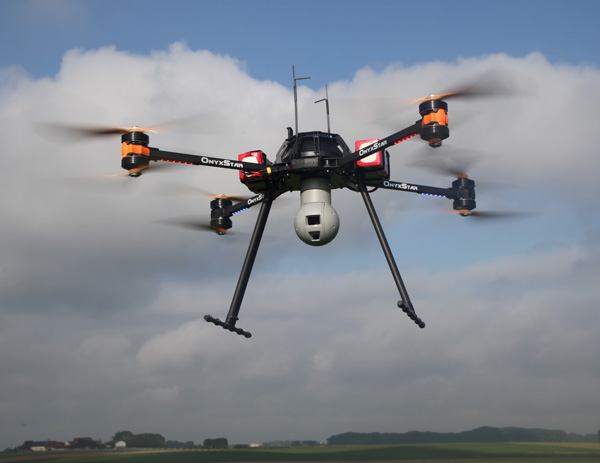
멀티로터 UAV 제조업체 AltiGator의 민간 무인 항공기 OnyxStar Fox-C8 XT

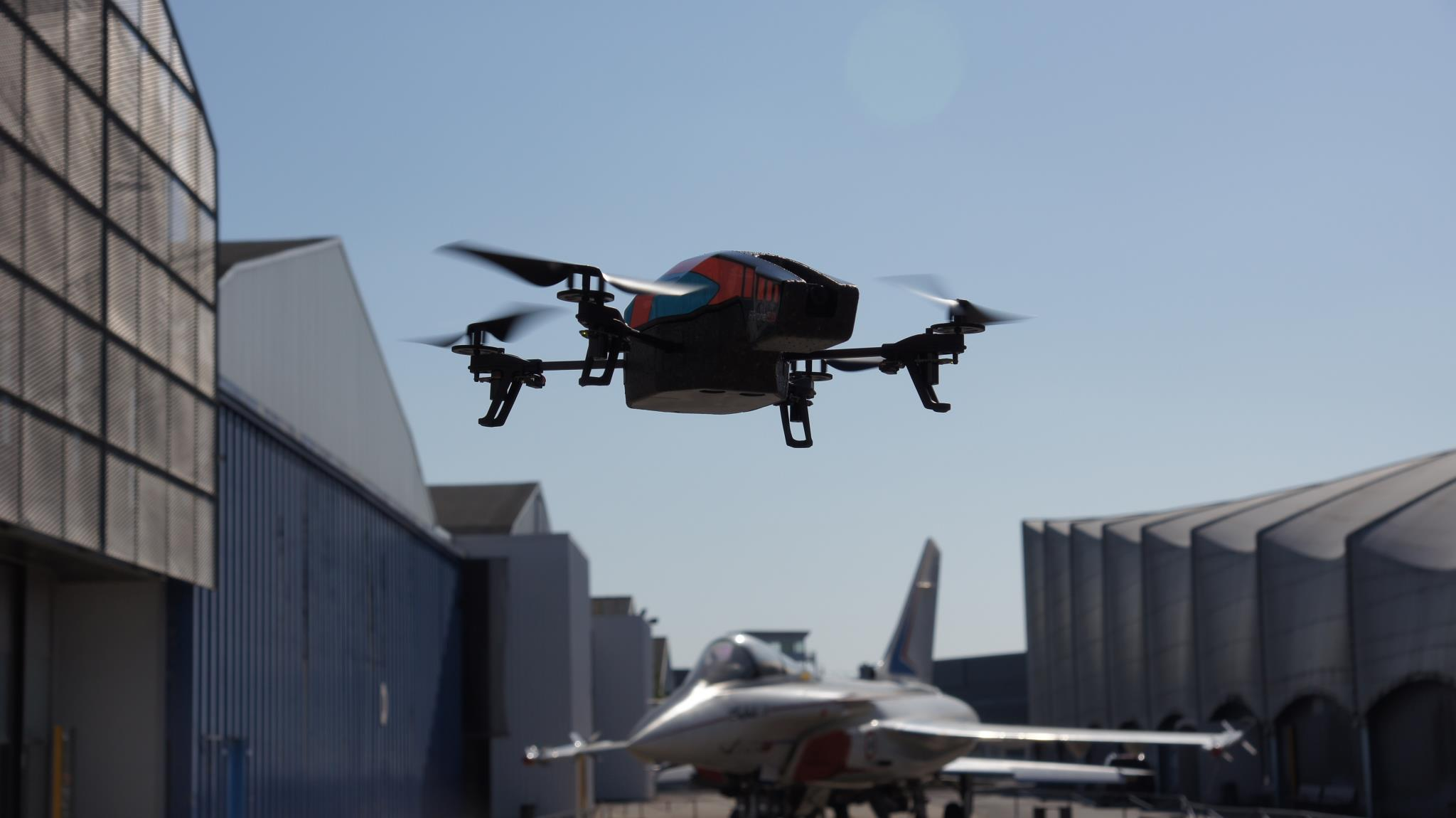
다소 라팔 & 패롯 AR.Drone

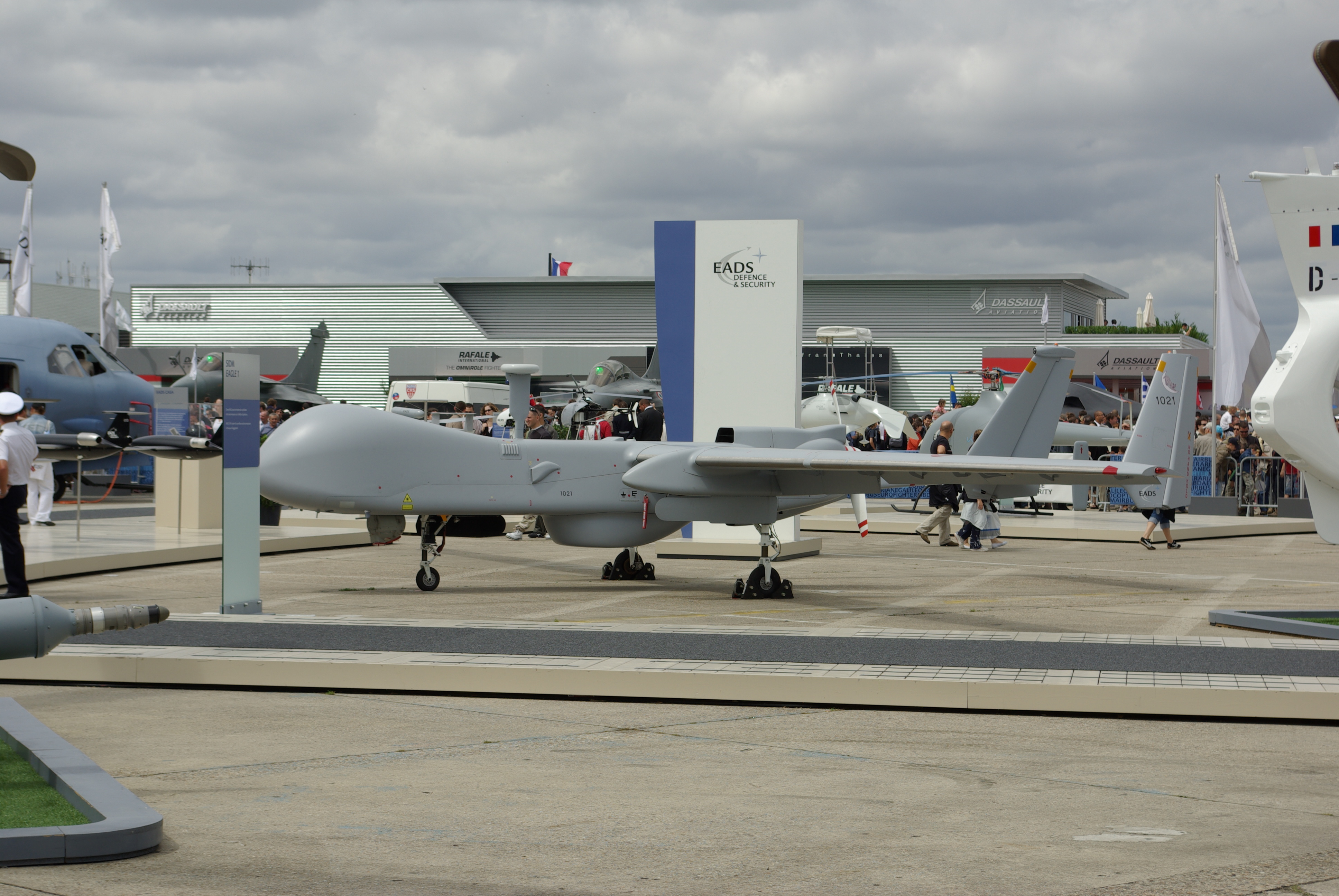
2007 파리 에어쇼에서 EADS 하르팡

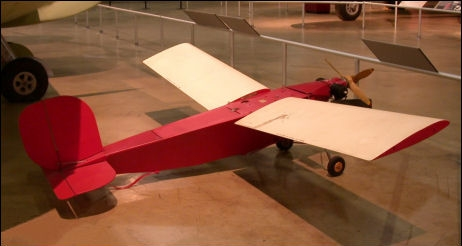
OQ-2A 라디오플레인, USAF 박물관

무인항공기(無人航空機, 영어: unmanned aerial vehicle, UAV) 또는 무인기,  통칭 드론(영어: drone)은 지상에 있는 파일럿(drone pilot)이 무선 조종하는 방식으로 사전에 프로그램된 경로에 따라 자동 또는 반자동으로 날아가는 항공기이자 '자율비행'이 가능한 멀티로터(멀티콥터)의 일종이다. UAV 본체, 탑재임무장비(airborne data relay system, ADRS), 지상통제장비(GCS), 통신장비(데이터 링크), 지원장비 및 운용인력의 전체 시스템을 통칭하는 UAS(unmanned aircraft system)의 구성요소 중 하나다. 무인항공기와 모형항공기는 자동비행장치가 비행체에 탑재되어 있는가 여부로 구분된다. 즉, 오토파일럿 시스템이 포함되면 크기가 작더라도 무인항공기이고, 포함되어 있지 않다면 크기에 상관없이 모두 모형항공기라고 한다.
독립된 체계 또는 우주·지상 체계들과 연동시켜 운용한다. 활용 분야에 따라 다양한 장비(광학, 적외선, 레이다 센서 등)를 탑재하여 감시, 정찰, 정밀공격무기의 유도, 통신·정보중계, 전자공격·전자보호(EA·EP), 디코이 등의 임무를 수행하며, 폭약을 장전시켜 정밀무기 자체로도 개발되어 실용화되고 있어, 향후 미래의 주요 군사력 수단으로 주목을 받고 있다. 최근 몇 년간 빠른 성장이 이루어지고 있는 추세다. 2017년 6월 아마존은 드론 이착륙 센터에 대한 특허 출원을 하기도 했다. 참고로, 수중에서 활동하는 무인 잠수정(UUV) 또는 수중 드론도 있다.

## 정의
무인항공기는 실제 조종사가 직접 탑승하지 않고, 지상에서 사전 프로그램된 경로에 따라 자동(auto) 또는 반자동(semi-auto)으로 비행하는 비행체, 탑재임무장비(payload), 지상통제장비(GCS, ground control system or station), 통신장비(데이터 링크), 지원장비(support equipment) 및 운용인력(operators)의 전체 시스템을 통칭한다.
기준이 다르지만 최근의 정의는 다음과 같다. 대표적으로 미국 국방장관실(OSD)이 발간한 UAV로드맵에서는 무인항공기를 "조종사를 태우지 않고, 공기역학적 힘에 의해 부양하여 자율적으로 또는 원격조종으로 비행을 하며, 무기 또는 일반화물을 실을 수 있는 일회용 또는 재사용할 수 있는 동력 비행체"로 정의하며, 탄도비행체, 준탄도비행체, 순항미사일, 포, 발사체 등은 무인항공기로 간주되지 않는다. 이 정의에 따르면 무인기구, 무인비행선, 미사일 등은 무인항공기 범주에 포함되지 않는다.
미국 연방항공국(FAA)에서는 무인항공기를 "원격조종 또는 자율조종으로 시계밖 비행이 가능한 민간용 비행기로서 스포츠 또는 취미 목적으로 운용되지 않으며, 또한 승객이나 승무원을 운송하지 않는 것"으로 정의하고 있다. 이 정의에 따르면 취미로 날리는 무선조종 모형항공기(model aircraft)는 포함되지 않으며, 아직은 없지만 미래 구상 차원에서 거론되는 사람을 실어 나르는 무인운송용항공기도 무인항공기에 포함되지 않는다. 미국 국방장관실 정의에 따른 무인항공기의 시작은 1930년대 초 세계 1차 대전 중 영국이 사용한 드론 요정 여왕(Droned Fairy Queen)이었다. 그때부터 무인항공기가 만들어졌으나 군사적 가치가 급상승하여 활발하게 연구한 시기는 1990년대에 들어서면서였다. 무인항공기가 군사적 목적으로의 효용성을 확신시켜준 계기는 1991년 발발한 중동의 걸프전이었다. 걸프전은 미국이 개발한 다양한 첨단 무기들의 시험장이기도 했는데, 걸프전 당시에 몇 대 안되는 무인항공기들의 활약이 두드러졌었기 때문이다.

## 동향
최근 들어 세계 각국에서 무인항공기 개발이 이루어지고 있으며 특히, 미국과 이스라엘을 선두로 고성능의 무인항공기연구가 이루어졌다. 많은 군사전문가들이 무인체계가 미래전력의 핵으로의 부상을 예상한다. 이제 무인항공기 연구개발은 군사과학기술의 경연장이 되었다. 세계 각국은 앞 다투어 무인체계분야에서 스텔스, 무장, 전략·전술 감시, 항모 수직 이·착륙, 초음속 등 다양한 기술을 선보이고 있다. 항공우주산업 분야에서 가장 빠른 성장세를 기록하고 있으며, 여러 분야에서 기대되는 분야이기도 하다.
군사용 목적으로 연구되기 시작된 무인기는 최근 들어 민간 분야로까지 적용이 점차 확대되고 있다. 정찰, 전자전, 기만, 공격, 전투, 표적 등 군사적 용도뿐만이 아니라 주로 감시용, 연구개발용, 촬영용, 범죄수사용, 물류용, 통신용 등에 이용되고 있다. 민간에 적용되는 항공기는 현재 공중에서 지상을 관찰하여 정보를 수집하고, 사람이 접근하지 못하는 곳에 접근하여 과학적인 데이터를 수집하고 있다. 그리고 촬영분야에서 활발히 사용되고 있으며,, 범죄 수사에 사용되어 범인을 검거하는데 도움이 되고 있다. 또한, 물류사업에서 소형 드론으로 작은 택배를 신속하게 배달하는데 사용되고 있으며, 통신 신호를 매개해 주는 데에도 이용되고 있다.
무인항공기 시스템(드론, UAV System, UAS)  : 조종사가 비행체에 직접 탑승하지 않고 지상에서 원격조종(remote piloted), 사전 프로그램된 경로에 따라 자동(auto-piloted) 또는 반자동(semi-auto-piloted)형식으로 자율비행하거나 인공지능을 탑재하여 자체 환경판단에 따라 임무를 수행하는 비행체와 지상통제장비(GCS: Ground Control Station/System) 및 통신장비(Data link) 지원장비(Support Equipments) 등의 전체 시스템을 통칭한다. 한글 용어는 무인항공기로 변화가 없었지만, 영문 용어는 기술의 진보 단계에 따라 변경해서 불려왔다.
Drone (1970 년대 이전 ) : 초기에 이륙 또는 발사시킨 후 사전 입력된 프로그램에 따라 정찰 지역까지 비행한 후 복귀된 비행체에서 촬영된 필름 등을 회수하는 방식의 무인비행체. 최근에 무인항공기를 통칭하는 용어로 미국에서 다시 사용하고 있다. 한국에서는 멀티콥터를 주로 지칭하는 용어로 잘못 인식되고 있다.
RPV(Remote Piloted Vehicle) (1980년대) : 지상에서 무선통신으로 원격조종 비행하는 무인비행체.
UAV(Unmanned/Uninhabited/ Unhumanized Aerial Vehicle System) (1990년대) : 내 / 외부조종사, 탑재장비 운용관이 동시 편성되어, 실시간 비행체 및 임무지역 상황을 지상통제소에서 원격 모니터링하며 운용하는 무인항공기시스템.
UAS(Unmanned Aircraft System) (2000년대) : 무인항공기가 일정하게 한정된 공역에서의 비행뿐만 아니라 민간 공역에 진입하게 됨에 따라, Vehicle이 아닌 Aircraft로서의 안전성과 신뢰성을 확보해야 하는 항공기임을 강조하는 용어.
RPAV(Remote Piloted Air/Aerial Vehicle) : 2011년 이후 유럽을 중심으로 새로 쓰이기 시작한 용어.
RPAS(Remote Piloted Aircraft System) : 국제민간항공기구(ICAO)에서 공식 용어로 채택하여 사용하고 있는 용어. 비행체만을 칭할 때는 RPA(Remote Piloted Aircraft / Aerial vehicle) 라고 하고, 통제시스템을 지칭할 때는 RPS(Remote Piloting Station)라고 한다 .
UAS(Uncrewed Aircraft Syatem) : 2020년대 사람 탑승용 무인기 개발이 활성화되면서 기존의 사람이 탑승하지 않는다는 개념에서 승무원이 탑승하지 않는다는 개념을 표현한 신조어. 
Robot Aircraft : 지상의 로봇 시스템과 같은 개념에서 비행하는 로봇의 의미에서 사용되는 용어.

## 역사

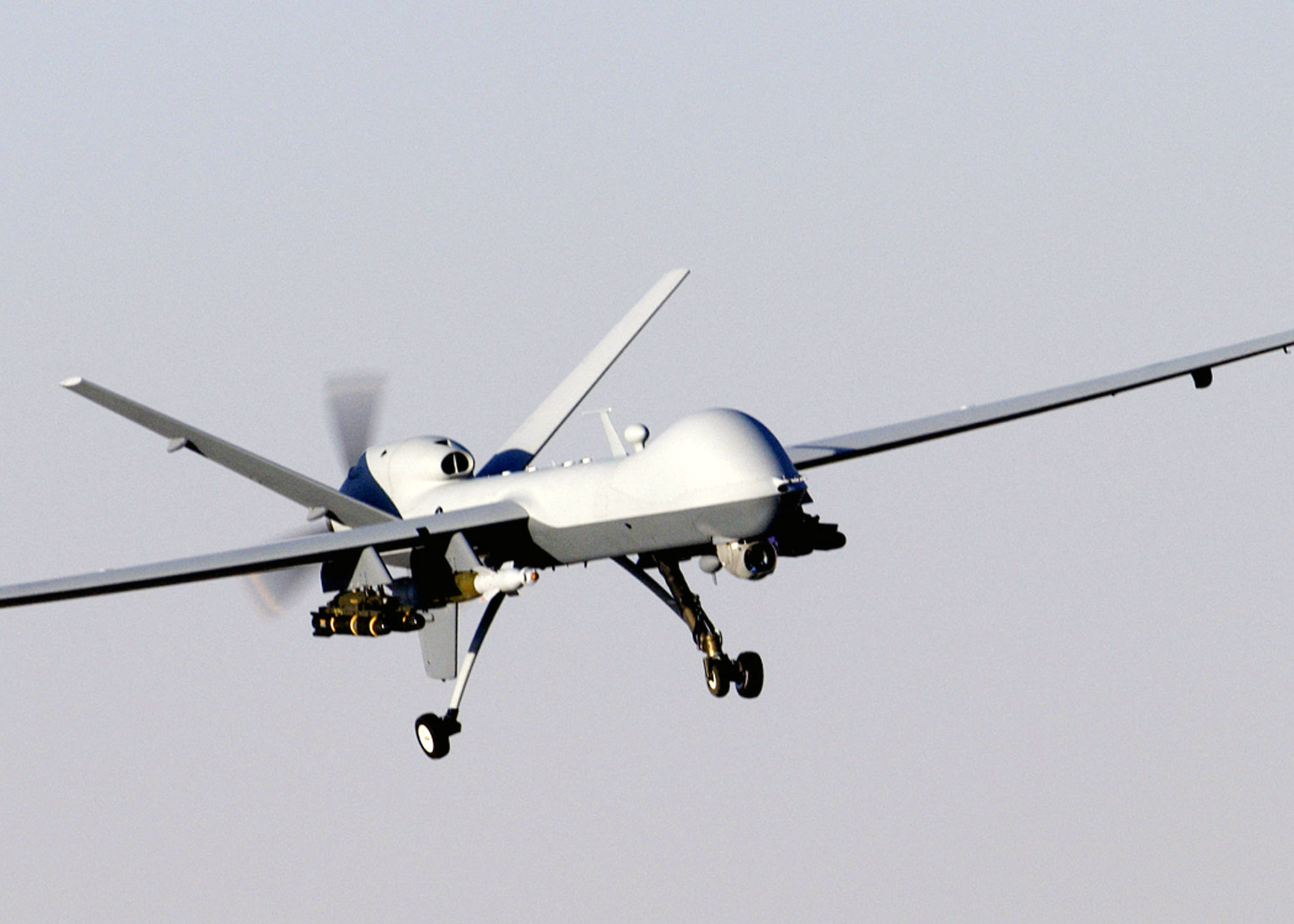
MQ-9 리퍼 공군용 드론

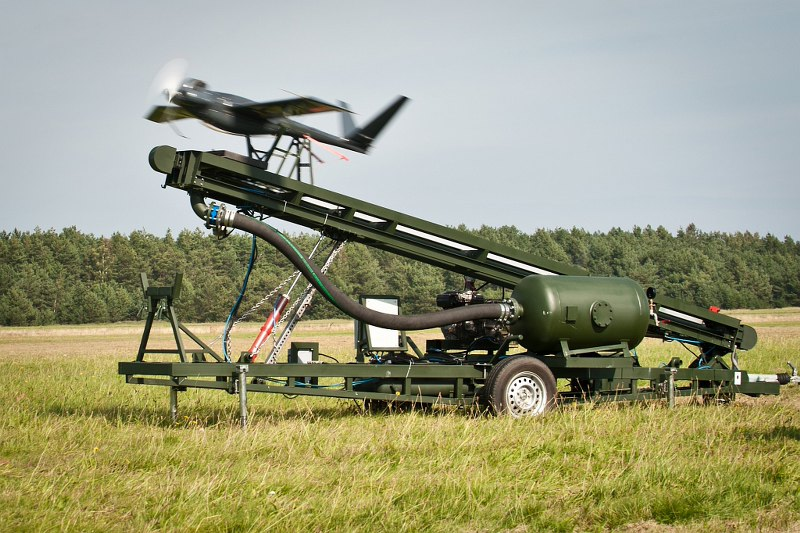
공군용 드론 Anakonda를 발사하는 모습

무인항공기는 군사적 용도로 시작되었다. 현재 정의하는 무인항공기에 가까운 형태는 제 2차 세계대전 직후 수명을 다한 낡은 유인 항공기를 '공중 표적용 무인기'로 재활용하는 데에서 만들어졌다. 냉전시대에 들어서면서 무인항공기는 적 기지에 투입돼 정찰 및 정보수집의 임무를 담당했고, 기술이 발달함에 따라 기체에 원격탐지장치, 위성제어장치 등 최첨단 장비를 갖춰 사람이 접근하기 힘든 곳이나 위험지역까지 그 영역을 확대하게 됐다. 나아가 공격용 무기를 장착해서 지상군 대신 적을 공격하는 공격기로 활용되기 시작했다. 최근에는 과학기술, 통신, 배송, 촬영 등 다양한 분야에 확대되어 사용되고 있다.

### 무인항공기의 전신
1903년 유인항공기 최초의 비행이 있기 전에 원시적인 무인항공기가 전투와 정찰용으로 사용되었다. 대표모델로는 Bombing by Balloon, Perley's Aerial Bomber, Eddy's Surveillance Kite 등이 있다.
최초의 형태는 Bombing by Balloon으로 1849년 오스트리아에서 발명되었다. 열기구에 폭탄을 달아 떨어트리는 방식이었고 베니스와의 전투에서 실제로 사용했다. 미국에서도 이와 비슷한 기구가 있었는데, 남북전쟁 중인 1863년 2월에 뉴욕출신 찰스 펄리가 무인폭격기 특허를 등록한 Perley's Aerial Bomber라는 열기구이다. Perley's Aerial Bomber는 열기구로서 폭탄바구니를 실어 타이머에 맞춰 폭탄을 떨어트리도록 만들어졌다. 이후 1883년에 더글라스 아치볼드가 Eddy's Surveillance Kite를 개발하여 최초의 항공사진을 찍는데 성공했다.

### 1910년대
1차 세계대전 당시 미국에서 최초의 무인항공기가 나는데 성공했다. 무인항공기는 정찰뿐만 아니라 전투용으로서의 가능성도 보였기에 미국을 필두로 여러 나라에서 무인항공기의 필요성을 인식하고 연구하기 시작했다. 대표모델로는 Sperry Aerial Torpedo, Kettering Aerial Torpedo 등이 있다.
1918년에 미국에서 피터쿠퍼와 엘머 스페리가 Sperry Aerial Torpedo라는 무인항공기를 개발했다. 공중에서 수평으로 비행할 수 있는 기술을 개발을 적용했고, 300파운드의 폭탄을 싣고 비행할 수 있었다. 1918년에는 미국 GM사의 Charles Kettering이 ‘Bug’라는 폭격용 무인항공기를 개발했다. 폭탄을 싣고 입력된 항로를 따라 자동 비행 한 뒤 목표지역에 도달하면 엔진이 꺼지고 낙하 하는 방식으로 목표를 파괴하는 방식을 사용하는 무인기였다. 정해진 시간만큼 날아간 후 날개가 떨어져 나가면서 목표물에 떨어지는 방식이었다. 성공률이 낮아서 실전에는 사용되지 못했다.

### 1930년대
제 1차 세계대전을 거치면서 무인항공기가 중요한 전투무기로 발돋움했다. 대표 모델로는 Queen Bee, Radioplanes 등이 있다.
영국에서 최초의 왕복 재사용 무인항공기 'Queen Bee'를 개발하여 400기 이상을 양산했다. 'Queen Bee'는 오늘날 'Drone'이라는 용어로 널리 불리는 무인표적기의 원조라 할 수 있다. 공항에서의 이륙을 위해 바퀴를 달았고, 바다에서도 사용하기 위해 플로츠를 장착했다. 한편 미국에서도 무인표적기 개발에 착수하여 1930년대 유명한 영화배우이자 무선조종모형기 취미광이었던 Reginald Denny가 무선조종모형기를 표적기로 사용한 대공포사격의 훈련 유용성을 미 육군에 설득하여, 1939년부터 2차 세계대전이 끝날 때까지 'Radioplanes'이라는 무인표적기 15,000여대가 생산되었다.

### 1940년대
제 2차 세계대전 당시 나치가 전투용 무인항공기 V-1을 실전에 투입했고 효과가 성공적이었다. 미국은 V-1을 파괴하기 위한 무인항공기를 만들었다. 대표 모델로는 PB4Y-1, BQ-7 등이 있다.
독일에서 Vergeltungswaffe-1이 개발되었다. 제2차 세계대전 초기에 아돌프 히틀러는 냉각상태로 비행폭탄을 조달했다. V-1 무인항공기는 부저음신호를 발생시키는 추력의 펄스 제트 탑재되었다. V-1은 한 번에 2000 파운드의 탄두를 운반 할 수 있으며, 폭탄을 투하 하기 전에 150 마일 을 비행 하도록 미리 입력되었다. V-1은 1944년에 영국에 처음 투입되었는데 영국 도시에서 900여명의 시민들을 죽였고, 35,000명가량의 시민들에게 부상을 입혔다. 한편 미국에서는 V-1에 대응하기 위해 PB4Y-1과 BQ-7 무인항공기를 개발했다. 제 2차 세계대전 당시 독일군의 V-1은 미해군이 그것에 대항할 수 있는 무인항공기를 개발하는데 영향을 미쳤다. 미해군 특수항공기(Sapcial Attack Unit-1)는 TV가이드 시스템을 이용하여 원격으로 비행하면서 폭발물 25,000파운드를 옮기기 위해 PB4Y-1와 BQ-7으로 변환되었다. 이 무인항공기는 2000피트 상공을 나는 비행기에 탑승하면서 독일군의 V-1의 경로를 설정하는 두 명의 승무원을 태우고 이륙했다. 승무원들은 착륙해 있는 V-1이 회수되기 전에 V-1을 제압했다. 이는 비록 위험함에도 불구하고 V-1을 제압하는데 성공적이었다.

### 1950~60년대
이전까지는 전투용으로 사용되던 무인항공기가 베트남전을 거치면서 적진 감시목적으로 이용되었다. 대표 모델로는 Firebee, AQM-34 Ryan Firebee, D-21 등이 있다.
1950~60년대 미국은 'Firebee'라는 제트추진 무인기를 개발하여 베트남에서 적진 감시 목적으로 운용했다. 'Firebee'는 감시 무인기의 효시라고 할 수 있다. 이는 AQM-34 Rayn Firebee라는 무인항공기의 전신이된다. 1960년대 미공군은 최초의 스텔스항공기프로그램을 시작하고, 정찰임무용으로 전투용 무인항공기로 변경하겠다고 약속했다. 엔지니어는 엔진의 공기흡입구에 특별히 제작된 스크린을 씌우고, 기체 측면에 레이다를 흡수하는 담요를 위치시키고, 새로 개발한 레이다 도료로 항공기 기체를 가림으로써 레이다 신호를 줄였다. 그 결과 AQM-34 Ryan Firebee라는 무인항공기를 개발했다. 이 무인항공기는 DC-130에서 공중에 투입되었으며, DC-130에서 조종했다. 작전 후에는 안전한 지역으로 인도되었고, 헬리콥터로 다시 실어왔다. AQM-34 Ryan Firebee는 비밀 모니터링을 할 수 있다는 것을 증명했다. 1964년 10월부터 1975년 4월까지 1000대 이상의 무인항공기가 34,000회가량 동남아시아를 날아다니며 감시임무를 수행했다. 이후 일본, 한국, 베트남, 태국으로 감시 범위를 확장하고, 주간 및 야간 감시, 전단지를 뿌리는 임무까지 수행했다. 북베트남과 중국 전역의 대공 미사일 레이다를 감지하기도 했다. AQM-34 Ryan Firebe는 신뢰성이 높았는데, 베트남 전쟁 중에 날려보낸 항공기 중 83%가 다시 돌아오는데 성공했다. 또한, 미공군은 AQM-34 외에도 마하 3의 속도로 90,000ft고도를 비행할 수 있는 “D-21”이라는 극초음속 무인기를 극비 프로젝트로 개발하여 배치했다. 당시 소련과 냉전시기였기 때문에 고품질의 정찰 이미지의 필요성이 어느 때보다 커졌었다. 하지만 1960년대 러시아의 그레이파워스의 U-2라는 대공사격기가 무인항공기를 격추시켜서 여러 문제가 많았다. 이런 상황 속에서 미국은 록히드사의 초고속항공기와 스텔스를 개발하는데 집중했다.그 결과로 1965년 탄생한 것이 록히드사의 D - 21이다. D - 21은 마하 4의 속도를 가진 역사상 가장 빠른 항공기였다.D - 21은 유인항공기 M - 21에 의해 상공에서 방출되었고, 스텔스 기능이 포함되어 레이다에 감지되지 않았다. 또한 8,000피트 상공에서 날았으며, 3,000마일의 범위를 감시했다. 하지만, 미국은 베트남전 이후 UAV개발 투자가 약해지면서 무인항공기 개발 경쟁의 주도권을 이스라엘에게 내주었다.<.

### 1970년대
Firebee가 베트남에서 성공을 거두자 다른 나라에서도 무인항공기 개발을 시작했다. 대표 모델로는 Firebee 1241, Ryan SPA 147 등이 있다.
1970~80년대 이스라엘 공군은 새로운 무인항공기 개발을 개척했다. 이스라엘은 세계 최초로 Decoy(기만용 항공기를 지칭하는 말)와 무인항공기를 개발하여 사용했다. 이스라엘 공군의 Firebee 1241은 미국의 AQM-34 Ryan Firebee기술에 감명받아 1970년 비밀리에 미국에서 Firebee 12대를 구입하여 기만정찰기로 발전시킨 것이다. 이 무인항공기는 Decoy라는 새로운 종류의 무인항공기였다. Firebee는 대공미사일을 피하고 파괴하면서 성공적으로 정찰임무를 수행했다. 1973년 제 4차 중동전쟁(Yom Kippur War)에서 중요한 역할을 했다. 전쟁 둘째날, 이스라엘공군은 이집트의 방공군의 미사일 32발을 성공적으로 피하고 대레이다미사일 11발을 파괴했다. 또한, 공중에서 하늘을 공격할 수 있는 무인기로 아랍의 SA-6를 제압했고 SAM기지 및 지상 전차에 유도탄 공격을 유도했다. 그리고 전자전 무인기로 적이 땅에서 하늘을 향해 쏘는 유도탄 레이다를 방해했다. 미국에서는 Ryan SPA 147를 개발했다. 1970년 RC-121 유인항공기가 격추당해 조종사가 사망함으로써 미국은 적의 미사일반경에서 벗어나는 높은 고도에서 임무를 수행할 수 있는 무인항공기를 개발하는데 착수했다. 개발임무를 맡은 라이언항공은 60,000피트 상공에서 적의 라디오 메시지를 가로채는 임무와 사진을 찍는 임무를 수행하도록 만들어졌다. SPA 147은 300파운드의 카메라를 달고 8시간 높은 고도에서 비행하는데 성공했다.

### 1980년대
1970~80년대에 무인항공기에 대한 연구가 활발히 이루어졌고 중요한 기술들이 개발됐다. 대표 모델로는 Scout, Pioneer 등이 있다.
1980년대 이스라엘 공군은 새로운 무인항공기 개발을 개척하였으며, 1980년대 후반에 이르러서는 미국을 비롯한 각 국에서 이스라엘제 무인항공기를 도입할 정도로 성공했다. 1978년 이스라엘항공사(Israel aircraft industries)는 Scout라는 무인항공기를 개발했고 1982년 실전에 투입하는데 성공했다. Scout는 피스톤엔진이 탑재됐고, 유리섬유로 만들어진 13피트의 날개가 달렸다. 작은 레이다 신호를 발산하는 데다 크기가 작아서 거의 격추가 불가능했다. 그리고 중앙텔레비전 카메라를 통해 실시간 360도 모니터링 데이터를 전송할 수 있었다. 실제로,1982년 이스라엘, 레바논, 시리아 사이에 일어난 베카계곡 전투에서 투입되어 17개의 시리아 미사일 기지중 15개를 파괴하는 것을 도움으로써 큰 성과를 거뒀다. 1980년대 말에는 Pioneer라는 저렴하고 가벼운 무인항공기가 만들어졌다. Pioneer는 로켓부스터엔진을 탑재하여 땅이나 바다 위의 배갑판에서도 이륙이 가능했다. 걸프전(Gulf War)에서 533회 출격함으로써 임무를 수행했고, 모니터링 작업에 특히 효과적임이 입증되어 현재에도 이스라엘과 미국 등지에서 사용되고 있다.

### 1990년대
1990년대의 무인항공기는 미국과 유럽에서부터 아시아와 중동 전역에서 군용첨단무기 발전에 중요한 역할을 했고, 지구환경을 감시함으로써 평화에 기여했다. 대표 모델로는 Firebird 2001, Pathfinder, DarkStar, RQ-1 Predator, RQ-4 Global Hawk, Helios 등이 있다.
이스라엘에서 정찰용 무인항공기 Firebird 2001을 개발했다. Firebird 2001은 글로벌포지셔닝시스템기술(Global positioning system technology), 지리정보시스템매핑(Geographic information systems mapping) 및 전방감시 카메라를 이용해 산불의 크기와 속도, 주변, 움직임을 실시간으로 정확하게 전송할 수 있다. 1990년대에는 미국도 무인항공기 개발에 활발하게 참가하여 5대의 새로운 모델을 개발했다. 먼저 Pathfinder는 환경조사를 위해 개발된 태양전지식의 초경량연구항공기이다. 작은 센서를 이용해 바람이나 날씨데이터를 수집하고 고해상도의 디지털이미지를 찍어서 전송할 수 있다. 다음으로 DarkStar는 45,000피트 상공에서 날면서 스텔스기능을 가질 것으로 기대된 무인항공기이다. 미국방위고등연구계획국(Defence Advanced Research Projects Agency)의 주도로 무인정찰임무를 수행하기 위해 만들어졌으나 최근 재정적인 문제로 개발이 취소되었다. 다음으로 RQ-1 Predator는 순수정찰용으로 개발되었으나 일부는 대전차미사일을 탑재하여 성공적으로 임무수행을 하고 있다. RQ-1 Predator는 발칸반도에서 가치를 인정받았고, 최근에는 아프가니스탄과 중동에서 인정받고 있다. 다음으로 RQ-4 Global Hawk는 세계적인 무인항공기회사 텔레다인 라이언사가 만든 무인항공기로서 감시하고 싶은 곳이면 언제든지 감시가능하다. RQ-4 Global Hawk는 116피트의 날개를 가졌으며, 최대 65,000피트 상공에서 모니터링과 데이터전송이 가능하다. 마지막으로 Helios는 대기연구작업과 통신플랫폼역할을 하는 무인항공기이다. Helios는 아직 개발중인데 100,000피트 상공을 비행하는 것과 24시간 비행 중 14시간 이상 50,000피트 위에서 비행하는 것을 목표로 하고 있다.

### 2000년대
군사용 무인항공기는 첨단기술로 발전했고, 군사 목적 이외에도 촬영, 배송, 통신, 환경 등 여러분야로 뻗어나가고 있다. 대표 모델로는 RQ-4 Global Hawk, Taranis, Helicam, Prime Air, Solara 50 등이 있다.
미군이 2000년부터 본격적으로 사용하고 있는 Global Hawk는 현존하는 최고의 성능의 무인정찰기이다. 최대 20km상공까지 비행할 수 있고, 지상에 있는 30cm의 물체를 식별할 수 있는 전략무기이다. 35시간 동안 운용이 가능하고, 작전반경이 3000km에 이르며, 첨단 합성 영상레이다(SAR)와 전자광학·적외선 감시장비(EO/IR) 등으로 날씨에 관계없이 밤낮으로 정보를 수집할 수 있는 것으로도 알려져 있다. 또 지상의 조종사 명령에 따라 비상시 임무부여가 가능할 뿐만 아니라 임무가 설정되면 이륙, 임무 비행, 착륙 등이 자동으로 이뤄진다. 영국에서는 2013년에 Taranis라는 자국 최초의 무인항공기가 개발되었다. 2005년부터 개발에 착수하여 2013년에 첫 비행을 마쳤다. 비밀리에 연구, 개발이 이루어졌기 때문에 구체적인 사항은 알 수 없으나, 비행속도는 초음속이며, 스텔스기능을 갖추었다. 촬영 분야에서는 헬리캠이라는 무인항공기가 사용되고 있다. 헬리캠은 ‘Helicopter’와 ‘Camera’의 합성어다. 사람이 접근하기 어려운 곳을 촬영하기 위한 소형 무인 헬기로 본체에 카메라를 달고 원격으로 무선 조종할 수 있다. 그리고 무인항공기는 배송분야에서도 이용되고 있다. 아마존의 Prime Air는 무인드론이 배송지의 위치를 확인하고 날아가서 택배를 집에 배송해주는 소형 무인항공기이다. 마지막으로 통신 분야에서는 타이탄 에어로 스페이스의 Solara 50이 있다. Solara 50은 보통 무인기 운항 항로보다 배는 높은 2만m 상공에서 날 수 있다. 태양광을 동력으로 하기 때문에 충전 없이 수년간 사용 가능하다. 훨씬 싼값에 다목적 인공위성처럼 이용할 수 있다.

## 분류
가장 보편적인 무인항공기 분류기준이나, 아직까지 국제적인 중량기준은 없으며 국가마다 적용하는 중량기준 또한 상이하다. 어느정도 보편적인 방식은 군사적 용도에 따른 분류, 비행반경에 따른 분류, 비행고도에 따른 분류, 크기에 따른 분류, 비행.임무수행 방식별 분류, 이착륙방식별 분류가 있다.

### 비행반경에 따른 분류
- 근거리 무인항공기(Close Range, CR): 약 50 km 이내에서 활동할 수 있으며 사단급 이하 부대를 지원하는 전술 무인항공기이다.
- 단거리 무인항공기(Short Range, SR): 약 200 km 이내에서 활동할 수 있으며 군단급 이하 부대를 지원하는 무인항공기이다.
- 중거리 무인항공기(Medium Range, MR): 약 650 km 이내에서 활동할 수 있는 무인항공기이다.
- 장거리 체공형(Long Range, LR): 약 3000 km 내외에서 활동할 수 있으며 전략정보지원임무를 수행한다.[11]

### 비행고도에 따른 분류
- 저고도 무인항공기(Low Altitude UAV) :6,200m(20,000 ft) 이하의 무인항공기로서 저고도 비행을 하며 전자광학 카메라, 적외선 감지기 등을 탑재한다.
- 중고도 체공형 무인항공기(Medium Altitude Endurance, MALE): 13,950m(45,000 ft) 이하의 무인항공기로서 대류권 비행을 하며 전자 광학 카메라, 레이다 합성 카메라 등을 탑재한다.
- 고고도 체공형 무인항공기(High Altitude Endurance, HALE): 13,950 m(45,000 ft) 이상의 무인항공기로서 성층권을 비행하며 레이다 합성 카메라 등을 탑재한다.[11]

### 크기에 따른 분류
- 마이크로형 무인기(Micro-Air Vehicle, WAV): 크기는 15cm 이내 1인이 손으로 던져서 운용한다.
- 미니형 무인기(Mini-UAV): 1~2명이 휴대하면서 운용한다.
- 유기체형 무인기(Organic Aerial Vehicle, OAV): 차량 1대에 장비 및 운용자가 탑재되어 이동하면서 운용한다.
- 소형 무인기: SR급 이상의 무인기이다.
- 중형 무인기: MALE급 이상의 무인기이다.
- 대형 무인기: HALE급 이상의 무인기이다.[11]

### 비행·군사 임무 수행 방식별 분류
- 원시정찰기: 초기의 무인정찰기 형태로서 발사된 후부터는 인위적인 조종 없이 사전에 프로그램된 비행로를 따라 비행하며 장착된 카메라로 촬영한다. 비행이 끝난 후 녹화된 VCR 테입을 회수하여 정보를 얻는다.
- 공격기: 현재에도 적 레이다 방공망 파괴에 많이 쓰이는 형태의 무인 공격기이다. 일정한 상공에서 비행을 하다가 적 레이다가 작동하면 레이다 신호를 따라가서 자폭한다.
- 정찰기: 통제소 가시거리 내에서 원격조종하여 실시간에 표적 정보를 수집하기 위한 무인항공기이다. 현재 거의 대부분의 무인항공기가 정찰기이다.
- 폭격기: 통제형태는 정찰기와 같으나 탑재장비로 폭탄과 미사일을 탑재하여 표적지역에 투하한다.
- 전투기: 현재의 유인 전투기를 대신하기 위해 개발 된 전투 무인항공기이다.
- 표적기: 방공포나 전투기의 훈련을 위해 대표적으로 사용되는 무인항공기이다.
- 무인헬기: RPV의 경우 이착륙을 위한 장소의 제약이 많았으나 수직 이착륙기의 경우 이러한 제한사항을 상당히 해소시킬 수 있다.
- 초소형 비행체: 초소형 비행체로서 휴대용 정찰, 촬영, 물류의 수단으로서 활발히 개발되고 있다.[11]

### 미국 국방부의 분류
- 그룹 1: 최대이륙중량 9.1kg
- 그룹 2: 최대이륙중량 24.9kg
- 그룹 3: 최대이륙중량 598.7kg, RQ-7 섀도우
- 그룹 4: 최대이륙중량 598.7kg 이상, 운용고도 5,486m 이하, MQ-1 프레데터, MQ-1C 그레이 이글
- 그룹 5: 최대이륙중량 598.7kg 이상, 운용고도 5,486m 이상, RQ-4 글로벌 호크, MQ-9 리퍼

## 이·착륙 방식

#### 이륙 방식
- 지상 활주 이륙: 양호한 활주로가 가용할 경우만 이륙할 수 있다.
- 발사대 이륙: 활주로가 없거나 주변 장애물로 인해 활주 이륙이 불가할 경우 이를 극복하기 위해 고안된 방식이다.
- 공중 투하 방식: 타 수송용 항공기에 의해 일정지역까지 운송된 후 공중에서 투하되는 방식이다.
- 수직 이륙 방식: 활주로없이 수직으로 떠 오를 수 있다.

### 착륙 방식
- 지상 활주 착륙: 양호한 활주로가 가용하고, 주변 지형이나 장애물이 활주 착륙에 적합한 경우에 사용되는 방식으로 착륙 활주거리를 짧게 하기 위해 훅을 사용하거나, 바퀴에 브레이크 장치를 한다.
- 낙하산 전개 착륙: 지형이 활주 착륙에 부적합하거나, 엔진 고장 등의 비상 상황 발생시 사용한다.
- 그물망: 주로 해군용으로 활주 여건이 안되는 함상에서 착륙 시 사용한다.

### 자동 이·착륙
- 무인헬기(VTOL): 이·착륙 시 무인항공기의 발진과 회수의 어려움을 극복하기 위해 개발되었다.
- 자동 이·착륙 시스템: 무인항공기에 장착된 자동 이·착륙시스템에 의해 외부조종사 없이 자동 회수되는 방식으로 대부분의 시스템이 채택하여 적용되고 있다.[49]

한편 일반적으로 헬기방식(회전익항공기 또는 수직이착륙기)의 드론은 활주로가 없이 헬리패드만으로도 이착륙이 가능하며 부득이한 경우 자연적인 조건하에서도 다양하고 유사한 평평한 지면 등에서 이를 수행할 수 있다.

## 드론의 구조

### 유형
| |
| 회전익항공기 중 쿼드콥터의 구조 프로펠러(모터 및 변속기(ESC) 포함), 배터리, 프레임, FC(flight controller), 센서(자이로센서, GPS, 초음파감지기 등 ) |

특히 FC 회로기판은 통신 및 연산 등 비행기능유지에 중요한 핵심 부품이다.

## 용도

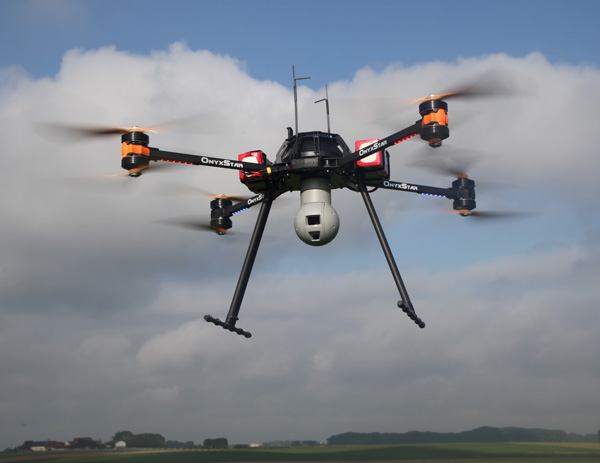
촬영용 드론

드론은 현재 군사용 말고도 다양한 용도로 사용되고 있다. 농업 환경 모니터링, 측량 조사, 영화 촬영, 실종자& 조난자 수색, 파이프라인/전선 점검, 야생 관측, 격오지에 구호품 전달과 같은 용도로 드론은 널리 사용된다.

### 군사용
- 전술 무인항공기: 전술적 목적으로 사용하는 무인항공기로서, 순항거리 기준으로는 근거리 이하, 고도기준으로는 중고도 이하의 무인항공기가 이에 해당한다.
- 전략 무인항공기: 전략적 목적으로 사용하는 무인항공기로서, 고(高)고도장기체공 능력이 요구된다.
- 특수임무 무인항공기: 무인전투기(combat drone, UCAV), 공격용 무인항공기, 교란용 무인항공기, 자폭 드론(one-way attack drone) 등이 있다.[12]

### 화물 수송용
드론은 인간이 접근하기 힘든 곳에 약, 약물 샘플, 공적 마스크 등을 전달할 수 있도록 해준다. 드론을 상업적 용도로 쓰기 위한 시도는 FAA의 규제로 인해 실패했다. 제주특별자치도와 두산모빌리티이노베이션은 코로나19 범유행과 관련하여 약국과 우체국이 없어 공적 마스크를 살 수 없는 가파도, 마라도, 비양도 주민들을 위해 수소 드론을 활용해 공적 마스크를 배송했다. 제주특별자치도는 비가시권 비행을 위해 국토교통부에 드론 특별비행 승인을 신청하며 국토교통부의 긴급 특별비행 승인에 대한 협조를 얻었다.

### 농업용
무인항공기의 민수용 사용의 효시는 사실상 일본 야마하 모터의 농업용 드론이라 할 수 있다. 또한, 2016년 가장 많은 농업용 드론의 활용은 세계 최대 업체인 중국 ZOOMLION의 ZLion 드론으로서 약 3,500대 이상이 방제 현장에서 사용되고 있으며, 이 후 액제, 입제, 분제를 살포할 수 있는 다용도 무인멀티콥터가 개발되어 활용되고 있다. 세계 최대 상업용 드론 제조업체인 중국 DJI는 2015년 11월 27일에 농가에서 약제를 뿌리는 데 사용할 수 있는 농업용 드론 ‘애그리 MG-1’을 공개했다.

### 화재 진압용
드론을 활용하면 신속하게 산불 상황을 파악할 수 있어 적절한 초기 대응에 유용하다.

### 범죄 단속용
양귀비와 대마등의 마약류 제조원료를 몰래 재배하거나 혹은 무기나 마약등을 밀수하는 불법행위를 단속할 때 드론을 활용한다.

### 지적 조사용 및 구조물 점검용
전라북도 임실군은 지적재조사사업에 최신 측량기술인 고해상도 정사영상 촬영 무인비행장치 UAV(드론)를 활용해 현장조사·측량을 실시했다. 한강 다리 등 사람이 접근할 수 없는 대형 교량의 근접촬영 및 정밀점검에도 활용된다.

### 항만 관리용
'드론 3D 모델링'은 자율주행으로 드론이 촬영한 성과물을 사진측량 소프트웨어로 3차원(3D)화 해서 해당지역을 입체적으로 관찰할 수 있고 넓이와 부피 등 각종 수치를 측정할 수 있는 플랫폼이다. 인천항만공사는 4차 산업혁명 시대에 스마트항만 조성을 선도하고 효율적인 항만운영과 건설업무를 수행하기 위해 3차원 모델링을 구축해 항만관리 업무에 활용한다.

### 해저용
해저용 드론은 해상 풍력발전 시설이나 해저 송유관 점검 등을 위해 활용된다.

### 우주 탐사용
화성을 포함한 행성이나 위성에서 탐사차가 가기 어려운 절벽이나 협곡 등의 지형을 대신 공중에서 탐사할 목적으로 제작되어 사용된다.

## 각국의 개발 현황

### 미국

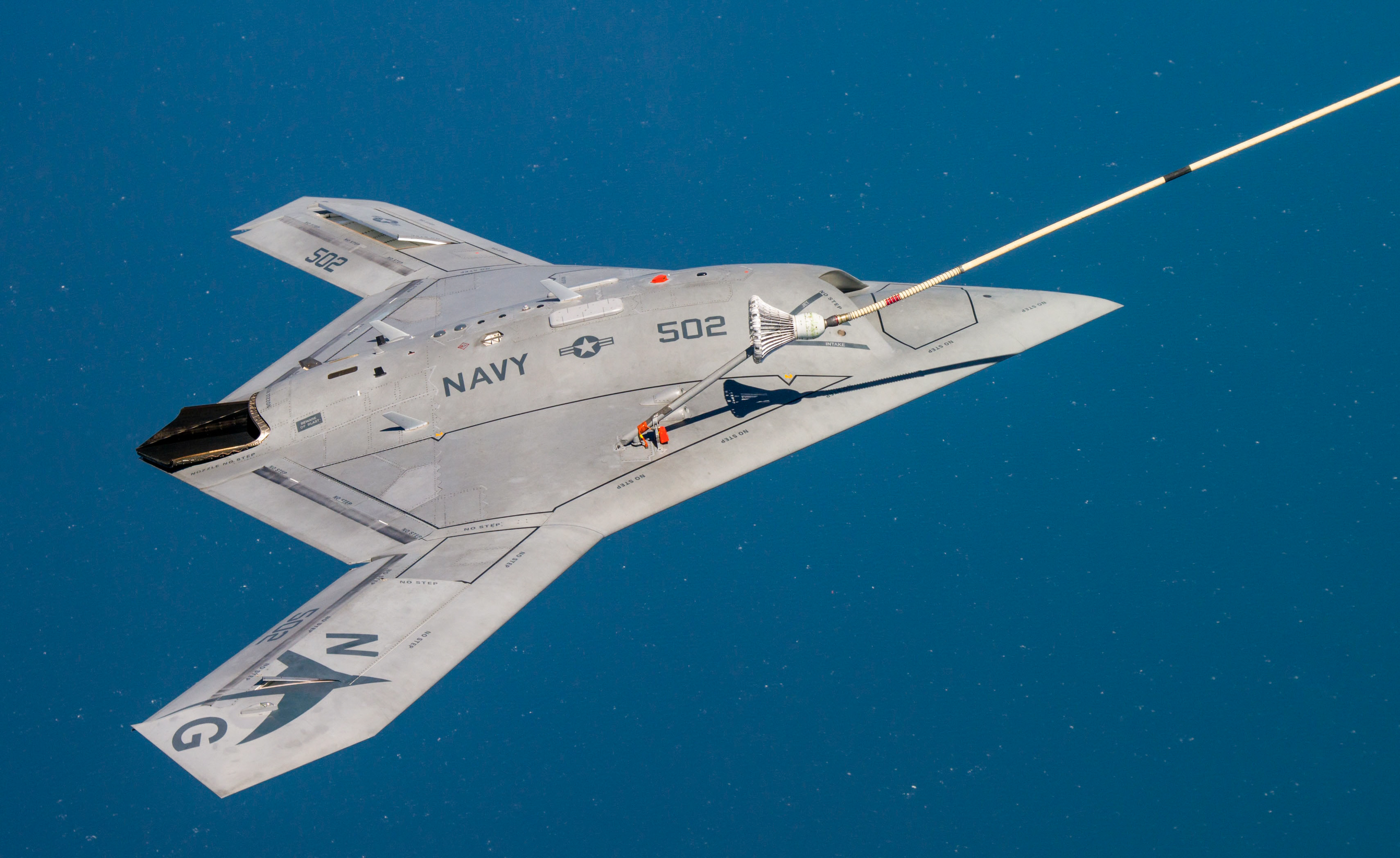
노스롭 그루먼 X-47B

많은 전쟁을 치러본 경험에 비추어, 미국은 일찍부터 무인항공기의 군사적 실용성에 주목하였다. 현재 120여종 약 11,000여기(機)의 UAV를 운영하고 있는 것으로 파악되는데, 단일국가로는 운영 종류 및 수량 면에서 압도적이다. 따라서 수많은 무인항공기를 각각의 작전반경 및 탑재 중량별로 세분화하여 관리하기 위한 다양한 정책들이 수립되어 시행되었다. 탑재중량과 작전범위에 따라 그룹별로 관리하는 방안이 그것이다. 또한 그룹별로 구분된 무인 항공기를 능력별, 임무별, 제대별로 구분하여 관리하고 있다. 운영현황은 수량 면에서 많지 않지만, 작전적 측면에서 전구, 지원, 군단, 사단, 여단, 특수전단, 함대사 등에서 다양한 범위의 임무를 수행하고 있다. 또한 그룹별로 운용되는 무인 항공기마다 장착되는 무장을 지정하여 운영함을 확인할 수 있다. 미국은 다양한 종류의 무인항공기 중 MQ모델과 RQ모델의 기종을 전략적으로 개발하고 있다. 이들은 주로 감시정찰, 전자전, 해상감시, 대잠수함 임무를 주로 담당하고 있다.
최근에는 무인전투기 개발이 가장 대두되는 이슈로 주목 받고 있다. UCAV 연구개발은 1990년대 후반 고고도급 무인 항공기 개발완료 이후 중점 연구개발 대상으로 자리하였다. 최초에는 보잉, 록히드마틴, 노스럽 그러먼 등 여러 기업이 미 해군과 미 공군을 중심으로 참여하였다가, 2007년 이후부터는 미 해군 중심으로 재편되어 노스럽 그러먼를 주계약자로, 부계약자를 록히드마틴으로 하여, 기술시범(ACTD) 형태로 사업이 진행 중이다. 당시 계약금액이 한화 약 7,000억 원에 해당하는 것으로 알려져 있으며, 양산 시 UCAV 대당 목표가격이 약 275억~385억 원 사이가 될 것으로 예측된다. 현재 개발 중인 프로그램(UCAS-N)이 성공할 경우에는 2020년까지 항모 1척당 4~12대의 UCAV를 배치하여 전체 규모 120~150대에 이르는 UCAV 편대를 구축할 것으로 기대를 모은다.
장차 무인전투기로까지 임무 확장이 예상됨에 따라 미국의 무인항공기 관련 연구개발 동향은 국가 간 군사과학기술의 경연장이 될 것으로 예상된다. 미국은 무인체계 중장기 발전로드맵을 구축하여 상호운용성, 자율비행, 공역관리, 통신기술, 훈련기술, 엔진·전력기술, 유·무인통합운영기술 등 영역별로 현황 및 실태를 분석하여 향후 어떤 방향으로 발전해 나아가야 할지 분명한 목표를 설정해두고 있다. 이는 미 국방부가 설정하고 있는 목표를 달성하기 위해 각 분야별로 확보가 필요한 기술이 무엇이며, 어떤 방향으로 나아가야 할 것인지를 체계적을 준비하고 있다는 뜻이다.

### 이스라엘

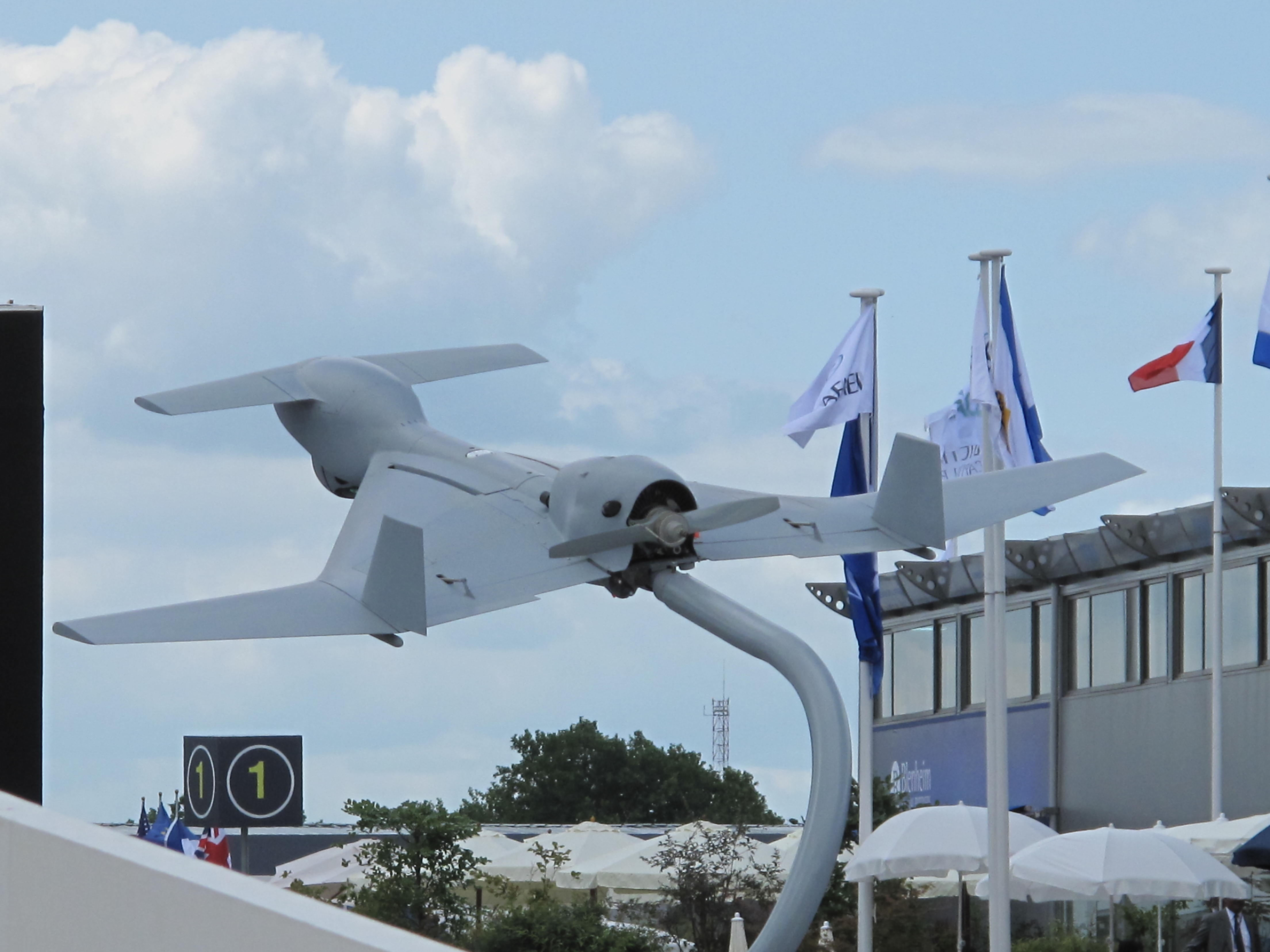
IAI 하롭

방위 산업을 국가의 전략 육성 산업으로 인식하고 있는 이스라엘의 경우 비용 대비 효과가 우수한 무인기 개발에 총력을 기울이고 있다. 수출 주도형 방산 육성전략의 일환으로 국경을 넘나들며 무인항공기 연구개발 프로젝트를 진행하고 있어 무인항공기 시장의 베스트셀러와 스테디셀러를 꾸준히 양산하고 있다. 세계무대를 전장으로 인식하고 있는 미국은 다소 특수한 사례로 볼 수 있는 반면, 이스라엘과 같은 중소 규모의 국가는 비교적 한정된 지역을 대상으로 한 전술감시 및 유사시 소규모 공격이 가능한 체계개발에 주력하였다. 따라서 소형의 국소표적공격용 체계 및 운영개념이 집중적으로 개발되어 있다.즉, 고고도급(High Altitude Long Endurance, HALE)보다는 중고도(Medium Altitude LongEndurance, MALE) 이하급에서의 체계개발 관련 기술이 두드러진다.
MALE급 이하의 다종화·최적화를 통하여 전술감시 능력을 극대화하였고, 보다 저렴한 가격으로도 구매국의 임무요구능력(ROC)을 충족함으로써, 미·영·독·불 등 자체 보유 기술 수준이 우수한 국가는 물론, 한국을 비롯하여 이스라엘 적국이 아닌 러시아·중국 등 거의 대부분의 국가에서 활용중이다. 최초 개발단계부터 수출을 염두에 두고 체계개발에 착수하기 때문에, 이스라엘의 무인항공기는 그 운영개념에 있어서도 경제성이 핵심이다. 즉응타격용으로도 활용이 가능한 저렴한 소모성 무인항공기와 수동 발사 무인 항공기 등을 군사적으로 실용화함으로써 미국이 집중하지 않는 분야에서의 두드러진 우위를 차지하고 있다.
전 세계적으로 그 실용성과 경제성이 입증된 Aeryon 스카우트, RQ-2 파이오니어, RQ-5 헌터, 서처 II, IAI 헤론, IAI 하피, 엘비트 헤르메스 90, 엘비트 헤르메스 450, 엘비트 헤르메스 900, 스카이라크 등의 무인기는 이스라엘의 기술을 기반으로 제작, 운영되고있다. 같은 성능을 발휘하면서도, 체계 규모와 비용을 개선해감으로써 전 세계시장에서 그 가치를 인정받고 있다. 또한, 국경이 없는 국제공동연구개발 프로젝트를 동시에 추진함으로써 사실상 독자적인 이스라엘 무인항공기 시장의 한 영역을 개척한 것으로도 평가받고 있다. Pioneer(미국 AAI), Hunter(미국 TRW), Ranger(스위스 RUGA Aerospace) 등은 애초에 기술 수출을 염두에 두고 도입을 요구한 국가들과 합작으로 사업을 추진한 이스라엘의 연구개발 목표를 잘 보여주는 것으로 판단된다.

### 유럽

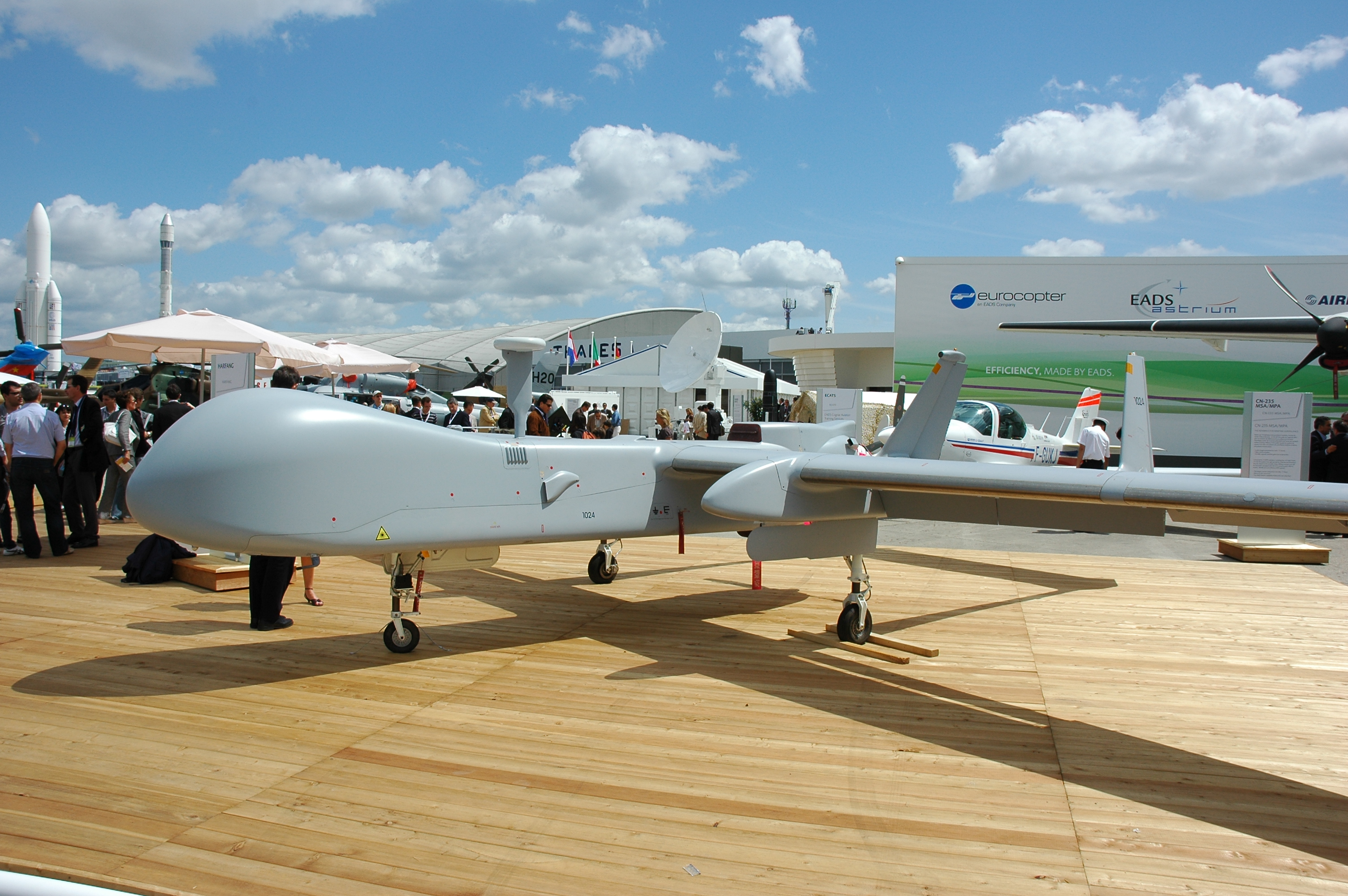
EADS 하르팡

유럽 각국은 저마다의 전략으로 무인항공기체계를 연구개발 중이다. 먼저, 스웨덴의 경우를 살펴보면, 비겐, 그리펜 전투기 등으로 유명한 스웨덴 회사 SAAB는 기술연구용 축소시험기로 SHARC와 FILUR를 제작하여 2004년 8월 자동제어 비행에 성공하였다. 이 중 SHARC는 非스텔스기로, FILUR는 스텔스기를 목표로 개발 중이다. 스텔스 성능 여부에 따라 꼬리날개와 동체 공기흡입구 설계 등을 달리하였지만, 같은 기종의 엔진을 탑재하고, 자율항법 및 비행능력을 동일한 수준으로 개발하는 것을 목표로 하는 이른바, 모듈화 전략을 적용한 것이다. 그리고 공동의 플랫폼에 기반한 UAV관련 기술을 통해, 작전고도에 따라서는 HALE과 MALE급을, 임무에 따라서는 무인전투기, 전술무인항공기, 무인정찰기) 등 관련 기술을 통합·연계하여 개발을 추진함으로써 비용의 효율성을 제고하고자 노력한다. 스웨덴은 엔진이나 동체 관련 기술은 물론, 지상통제장비, 자율항법, 전력관리, 충돌회피, 데이터링크, 스텔스, 무기탑재 등 다양한 기술을 통합하여 축적하고 있다.
프랑스의 경우 자국 안보 목적 외에도 정치·경제적 특수성을 고려한 UAV 연구개발 사업을 진행 중에 있다. 프랑스를 중심으로 이탈리아, 그리스, 스위스, 스페인, 스웨덴 등 6개국이 공동으로 참가하는 NEURON 연구개발 사업을 추진 중에 있다. 마하 0.8의 속도에 스텔스 기능, 250 kg 이상의 레이저유도무기체계를 장착할 수 있도록 하는 플랫폼을 개발하는 것으로 약 5,000억 원 규모의 프로그램이다. 다수의 유럽 국가나 업체들이 컨소시엄을 구성하여 참가하는 방식이 아닌, 단일 국가의 정부기관(프랑스)에서 책임지고 산업체와 프로그램 컨트롤을 리드하도록 되어 있다. 참여 국가들 역시 이러한 점이 효율적이라는데 동의한 것으로 판단된다. 2014년까지 프랑스에서의 개발시험을 거쳐, 스웨덴에서 운영시험을 실시하고, 이탈리아에서 스텔스와 실사격 시험 등을 수행할 것으로 계획되어 있다. 실전배치는 2030년 쯤에 가능할 것으로 기대된다.
독일과 스페인은 공동으로 바라쿠다를 개발하고 있다. 각국 소속 업체인 EADS 합작으로 추진 중이며, 제한적 수준의 스텔스 성능을 구현하고, 재밍이 불가능하도록 설계한 것이 특징이다. 영국은 B-2 폭격기와 유사한 축소시험기로 Raven을 제작하였으며, 2015~20년 사이 UCAV 실용화를 예상하고 있다. 한편, BAE systems의 Taranis는 현재까지 알려진 가장 큰 무인항공기로 정밀유도 폭탄 탑재 능력을 보유하고 대륙 간 횡단 비행도가능하게 제작할 것으로 전해진다.
2025년 4월 출시된 독일 스타트업 슈타르크(Stark)의 첫 번째 드론 OWE-V는 실시간으로 공격 결정을 내릴 수 있는 내장 소프트웨어를 갖추고 있다.

### 중국
중국의 무인항공기 산업을 살펴보면, 무인항공기를 둘러싼 주요국들의 움직임이 일목요연하게 정리된다. 먼저, 중국판 Predator로 알려진 WZ-7(翼龍)은 ’13년 파리 에어쇼를 통하여 세상에 모습을 드러내었다. 당시 BA-7 공대공 미사일, YZ-212 레이저유도폭탄, YZ-102 대인폭탄, 50 kg 소형 유도폭탄과 함께 전시되어 무인공격기로서의 성능도 함께 과시하였다. 또한, 중국판 Global Hawk인 WZ-7는 고도 57,000 feet에 달하고, 항속거리 약 7,500km까지 가능한 것으로 알려져 있다. 2013년 1월 시험비행에 성공하여 운항속도 750km로 최장 10시간 동안 비행하며 한국과 일본은 물론, 미국령 괌까지 정찰할 수 있는 능력을 보유한 것으로 파악되고 있다. 또, 주목해야할 기종은 X-47B라 일컫는 Lijien(利劍)이다. Lijien(利劍)은 2012년 12월 최종조립하였고, 2013년 5월 육상활주시험 이후 이제 본격적 시험비행에 임박한 것으로 보인다. 성공 시 미국과 프랑스에 이어 세계 세 번째로 스텔스 기능을 가진 자체제작 무인공격기를 확보한 나라가 될 수도 있는 것이다.

### 대한민국

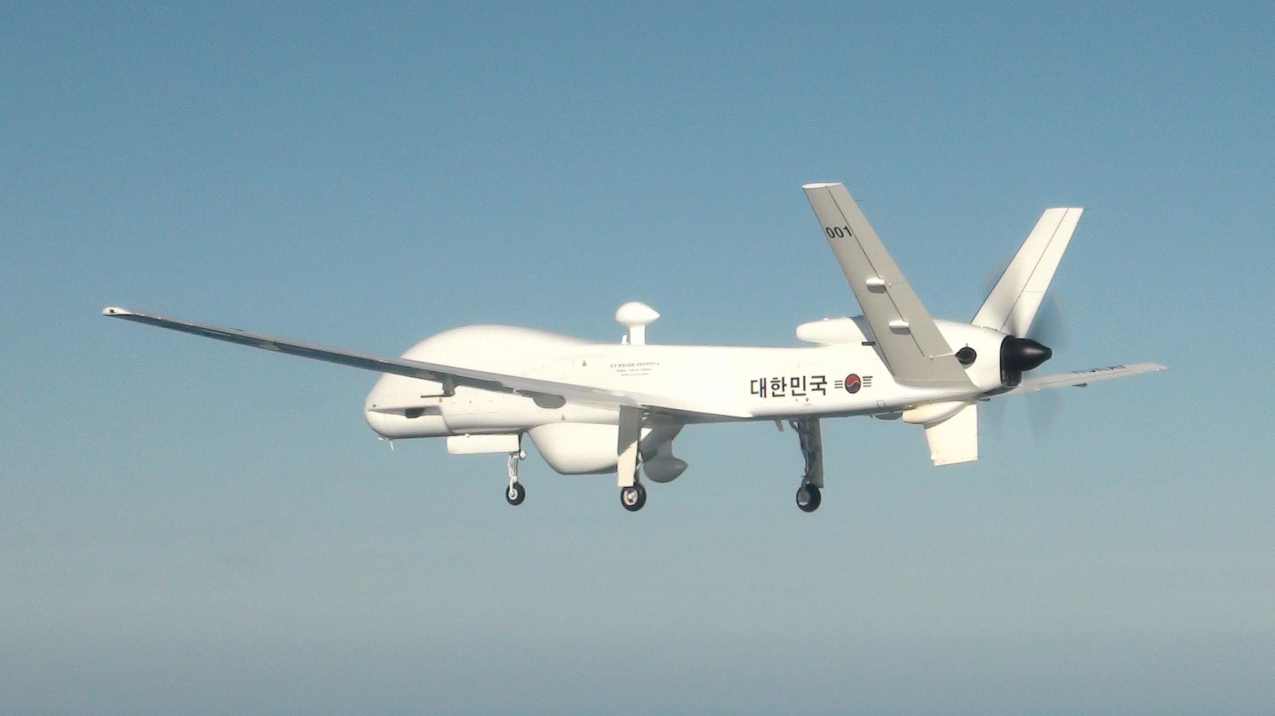
KUS-FS 중고도 무인기

국내의 무인항공기는 1990년대 국방과학연구소에서 개발에 착수해 2004년부터 군에서 운용하고 있는 정찰용 ‘송골매’와 날개폭이 25미터에 이르는 대형 중고도 무인기 및 틸트로터 방식의 600마력급 스마트 무인기, 그리고 대한항공과 국방과학연구소가 개발한 근접감시용 KUS-FS 중고도 무인기 등이 있다.
송골매는 군단급 무인정찰기로 1991년도 국방과학연구소, 성우엔지니어링, 대우중공업 항공사업부 등이 공동개발에 착수하여 2000년도에 개발이 완료되었다. 포병부대의 정보수집을 주 임무로 하는 이 기종의 특징으로는 원거리 실시간 표적 영상정보를 주야간으로 획득이 가능하며, 발사대 이륙 및 파라포일 자동착륙이 가능하다. 그리고 사전프로그램으로 자동비행하게 되는 시스템이 탑재되어 있다. 그리고 한국항공우주연구원과 유콘시스템 등이 참가하여 개발중인 스마트 무인항공기는 2002년부터 개발하기 시작하여 개발중이다. 주요 특징은 수직 이착륙과 고속비행이 가능한 틸트로터형 항공기 개념으로 500 km/h의 고속자율비행이 가능하다. 그리고 다른 항공기와 장애물을 스스로 피할 수 있도록 시스템이 탑재되어 있다. 마지막으로 대한항공 무인항공기는 2004년 개발에 착수하여 2007년 공개비행에 성공했다. 이 기종은 주한미군의 미 보병 2사단이 사용하는 RQ-7 섀도우를 국산화한 것이다. 주요 특징으로 반경 40 km 이상을 2.5시간 동안 실시간으로 감시 정찰할 수 있으며, 줌카메라가 장착돼 임무지역 영상을 지상통제소에서 실시간으로 관찰 및 저장이 가능하다.
대한민국은 자율 전투 드론 1,500기를 양산할 계획이다.
한국에서는 2027년엔 FA-50 전투기에 AI 파일럿을 탑재해 유인 및 무인 편대 비행에 나서는 것은 2027년으로 계회하고 있다. AI 파일럿이 단독 임무를 수행하는 완전 자율화는 2030년 이후로 계획하고 있다.

## 소프트웨어
- 아두파일럿
- 아두콥터
- 멀티위

## 같이 보기
- 카운터 드론 기술(counter drone technology, CDT, 안티 드론 기술)
- 헬리캠
- 카메라 스태빌라이저
  - 스테디캠
- GoPro
- 지미집
- 스파이더캠
- 스카이캠
- 미국 공군(USAF)
- 비행 조종 시스템
- 스텔스 기술
- 한국국방연구원(ADD)
- RQ-4 글로벌 호크
- 스텔스 헬리콥터
- 블랙 헬리콥터
- 테러와의 전쟁
  - 크리치 공군 기지 - 미군 무인공격기 운용본부
    - 무인 항공기 배틀랩(영어판)

  - 와딩턴 공군 기지(영어판) - 영국군 무인공격기 운용본부
    - 와딩턴 국제 에어쇼(Waddington International Air Show)
- 중국의 무인항공기 일람(영어판)
- 러시아의 우크라이나 침공#무인 항공기
- 치명적 자율 무기
- 자폭형 무인 항공기
- 드론전